# Oquillas
Oquillas est une commune d'Espagne dans la communauté autonome de Castille-et-León, province de Burgos. Elle s'étend sur 14,984 km2 et comptait environ 61 habitants en 2011.